# Gaslight Cafe
Il Gaslight Cafe era una caffetteria situata nel Greenwich Village a New York City al numero 116 di MacDougal Street. Conosciuta anche con il nome "The Village Gaslight", aprì i battenti nel 1958 e divenne un locale storico per la diffusione della musica folk, dove mosse i primi passi, tra gli altri, anche un giovane Bob Dylan. Il locale chiuse nel 1971.

## Storia
Il Gaslight nacque in origine come una "basket house" dove gli artisti si esibivano senza essere pagati rimettendosi alle generosità degli avventori tra i quali passavano a fine esibizione sperando di ricevere un'offerta. Aperto nel 1958 da John Mitchell, il Gaslight ospitava di frequente poeti della beat generation quali Allen Ginsberg e Gregory Corso ma in seguito divenne un club di musica folk dalla frequentazione molto "bohémien". Clarence Hood rilevò il club nel 1961, e insieme a suo figlio Sam diresse il locale nel suo "periodo d'oro" fino alla fine degli anni sessanta. Ed Simon, proprietario del Four Winds, riaprì il Gaslight nel 1968. In questo periodo il club fu sotto la direzione di Betty Smyth (madre della cantante Patty Smyth), e della chitarrista blues Susan Martin, fino alla sua chiusura definitiva nel 1971.
Il musicista folk e attore Gil Robbins lavorò come manager del club negli anni sessanta.
Il locale è celebre per essere stato uno dei primi palcoscenici dove debuttò Bob Dylan, che qui si esibì svariate volte all'inizio degli anni sessanta. L'album Live at The Gaslight 1962 (2005), include dieci brani registrati durante una esibizione di Dylan nel club.

## Artisti che si esibirono al Gaslight
Tra i molti artisti che si esibirono al Gaslight figurano: Bill Cosby; Bob Dylan; Luke Faust; Len Chandler; Paul Clayton; Luke Askew; Wavy Gravy; Bruce Springsteen; Richie Havens; José Feliciano, Tom Paxton; Phil Ochs; Eric Andersen; John Herald; Ralph Rinzler; The Greenbriar Boys; Ramblin' Jack Elliott; Carolyn Hester; Dave Van Ronk; The Blues Project; Mississippi John Hurt; Jimi Hendrix e Eric Clapton; Odetta; Son House; Mississippi Fred McDowell; Bonnie Raitt; Reverendo Gary Davis; Sonny Terry & Brownie McGhee; Big Mama Thornton; Link Wray; Mimi Fariña; Charles Mingus; Happy Traum; Artie Traum; Doug Kershaw; Bob Neuwirth; David Bromberg; David Buskin; Janis Siegel; ed altri.

## Omaggi
Il Gaslight Cafe viene citato:
- Nel sesto episodio della prima stagione della serie televisiva Mad Men creata da Matthew Weiner (2007)
- Nel film A proposito di Davis dei fratelli Coen (2013)
- È il principale locale dove si esibisce la signora Maisel della omonima serie televisiva La fantastica signora Maisel (2017)

Brian Fallon, cantante solista e chitarrista dei The Gaslight Anthem ha spiegato in svariate occasioni come il nome della sua band derivi dal Gaslight Cafe, visto come luogo leggendario nel quale Bob Dylan mosse i primi passi della sua carriera artistica.